# گرینیاسکو
گرینیاسکو (به ایتالیایی: Grignasco) یک کومونه در ایتالیا است که در استان نووارا واقع شده‌است.

## خصوصیات
گرینیاسکو ۱۴٫۶ کیلومترمربع مساحت و ۴٬۸۰۳ نفر جمعیت دارد و ۳۲۲ متر بالاتر از سطح دریا واقع شده‌است.

## خواهرخوانده
شهر Pont-Sainte-Maxence خواهرخواندهٔ گرینیاسکو هست.